# Hans Weder

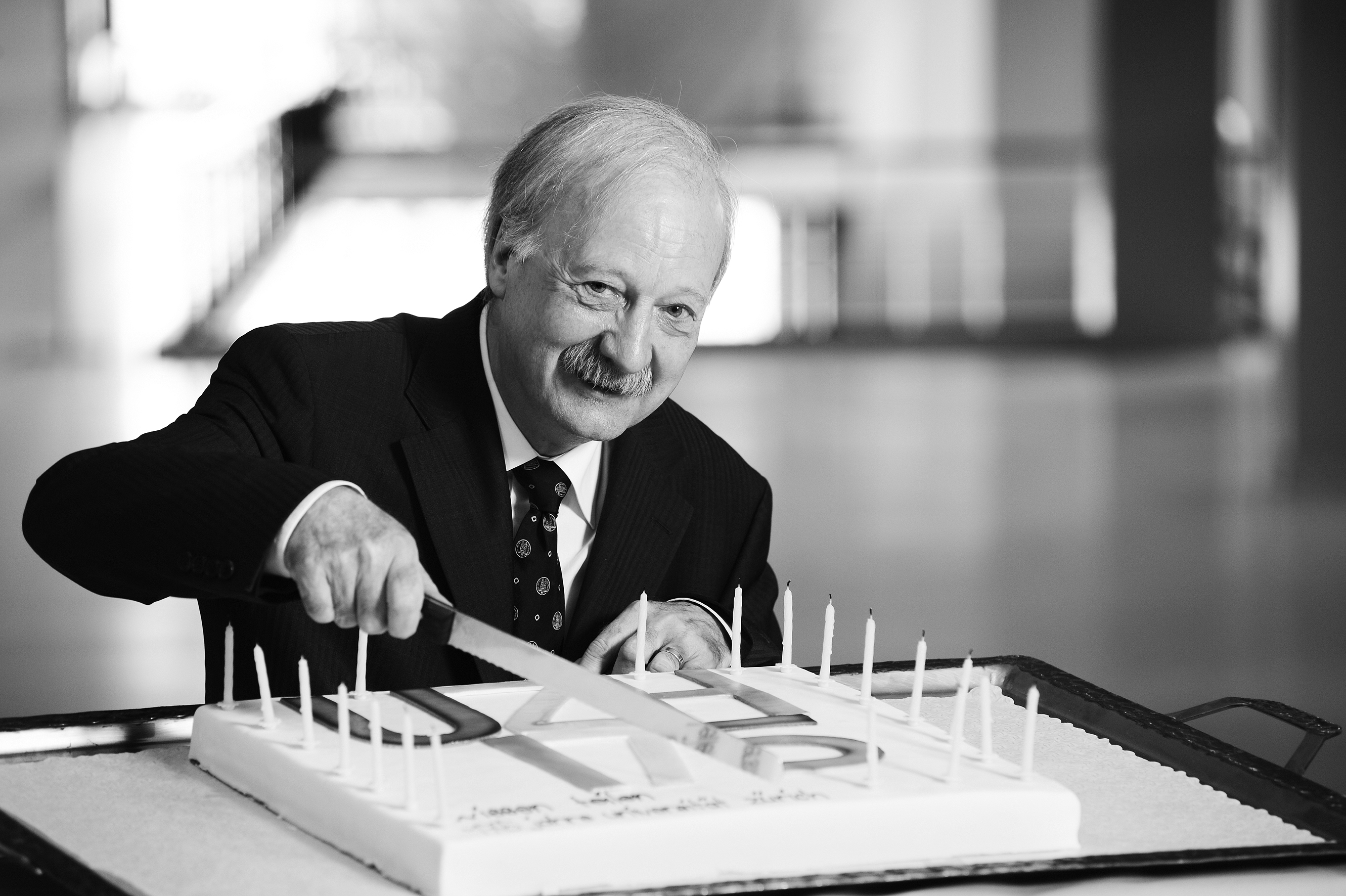
Hans Weder am 175-Jahr-Jubiläum der Universität Zürich (2008)

Hans Weder (* 27. Dezember 1946 in Diepoldsau im Kanton St. Gallen) ist ein Schweizer Theologe mit Fachgebiet Neues Testament. Er war von 2000 bis August 2008 Rektor der Universität Zürich.

## Leben
Hans Weder studierte von 1966 bis 1972 an der Universität Zürich Theologie und wurde danach ordiniert. Er absolvierte 1972/73 ein Postgraduate-Studium im schottischen St Andrews, welches er mit dem Bachelor of Philosophy abschloss. 1977 wurde er in Zürich bei Eduard Schweizer über die Gleichnisse Jesu promoviert und habilitierte sich 1979 mit einer Arbeit über die paulinische Kreuzestheologie.
Von 1980 bis 2000 war er ordentlicher Professor für neutestamentliche Wissenschaft an Universität Zürich. Er amtete von 1986 bis 1988 als Dekan der Theologischen Fakultät der Universität Zürich.
2000 wurde er zum Rektor der Universität Zürich gewählt. Von diesem Amt ist er im Jahr 2008 zurückgetreten, als Nachfolger wurde bereits im Jahr 2006 Andreas Fischer gewählt. Seit 2008 ist er Professor ad personam für Neutestamentliche Wissenschaft an der Universität Zürich.
Im November 2011 übernahm er den Vorsitz des Hochschulrates der Ludwig-Maximilians-Universität München. 2012 ist ihm von der Theologischen Fakultät der Friedrich-Schiller-Universität Jena ein Ehrendoktorat verliehen worden.

## Leistungen
Hans Weder forschte über die Gleichnisse Jesu und die paulinische Kreuzestheologie, schrieb eine neutestamentliche Hermeneutik und arbeitet bei der Neuübersetzung der Zürcher Bibel mit. Ausserdem gibt er mehrere theologische Fachzeitschriften heraus und leitete Projekte des Schweizerischen Nationalfonds.

## Werke (Auswahl)
- Die Gleichnisse Jesu als Metaphern. Traditions- und redaktionsgeschichtliche Analysen und Interpretationen (= Forschungen zur Religion und Literatur des Alten und Neuen Testaments. Heft 120). Vandenhoeck und Ruprecht, Göttingen 1978, ISBN 3-525-53280-6. (Universität Zürich, Theologische Fakultät, Dissertation, 1977/1978, 312 S.); 4., durchgesehene Auflage, 1990, ISBN 3-525-53286-5; 1. Auflage für die DDR: Evangelische Verlags-Anstalt, Berlin [Ost] 1990, ISBN 3-374-00963-8.
- Das Kreuz Jesu bei Paulus. Ein Versuch, über den Geschichtsbezug des christlichen Glaubens nachzudenken (= Forschungen zur Religion und Literatur des Alten und Neuen Testaments. Heft 125). Vandenhoeck und Ruprecht, Göttingen 1981, ISBN 3-525-53288-1 (Zugl.: Universität Zürich, Theologische Fakultät, Habilitationsschrift, 1979, 273 S.).
- Die «Rede der Reden». Eine Auslegung der Bergpredigt heute. Theologischer Verlag Zürich, Zürich 1985, ISBN 3-290-11565-8; 4. Auflage, ebenda 2002, ISBN 3-290-11565-8 (251 S.).
- Neutestamentliche Hermeneutik (= Zürcher Grundrisse zur Bibel). Theologischer Verlag Zürich, Zürich 1986, ISBN 3-290-11632-8; 2., durchges. Auflage, 1989, ebenda, ISBN 3-290-11632-8 (452 S.).
- Taschen-Tutor Neues Testament. 3. Aufl. Vandenhoeck & Ruprecht, Göttingen 1989, ISBN 3-525-52169-3 (434 S.).
- Einblicke ins Evangelium. Exegetische Beiträge zur neutestamentlichen Hermeneutik. Gesammelte Aufsätze aus den Jahren 1980 - 1991. Vandenhoeck & Ruprecht, Göttingen 1992, ISBN 3-525-53594-5 (493 S.).
- Gegenwart und Gottesherrschaft. Überlegungen zum Zeitverständnis bei Jesus und im frühen Christentum (= Biblisch-theologische Studien, Bd. 20). Neukirchener Verlag, Neukirchen-Vluyn 1998, ISBN 3-7887-1444-1 (95 S.)
- mit Paul Michel (Hrsg.): Sinnvermittlung (= Studien zur Geschichte von Exegese und Hermeneutik. Band 1). Pano, Zürich 2000, ISBN 3-907576-32-2.
- Ursprung im Unvordenklichen. Eine theologische Auslegung des Johannesprologs (= Biblisch-theologische Studien, Bd. 70). Neukirchener Verlag, Neukirchen-Vluyn 2008, ISBN 978-3-7887-2082-7 (156 S.).